# Championnat de France de rugby à XV 2018-2019
Navigation
Top 14 2017-2018 Top 14 2019-2020
Le championnat de France de rugby à XV 2018-2019 ou Top 14 2018-2019 est la 120e édition du championnat de France de rugby à XV. Elle oppose les quatorze meilleures équipes de rugby à XV françaises. Le Stade toulousain domine la saison régulière et se qualifie également pour la finale le 15 juin 2019 au stade de France. En s'imposant 24 à 18 face à l'ASM Clermont Auvergne, les Rouge et Noir remportent le vingtième Bouclier de Brennus de leur histoire, sept ans après celui gagné en 2012.

## Participants

### Changements en début de saison
À la suite de la saison 2017-2018, deux équipes sont reléguées en Pro D2 : le Club athlétique Brive Corrèze Limousin qui termine à la dernière place du Top 14 et l'Union sportive Oyonnax rugby qui perd le match de barrage.
Pour les remplacer deux équipes montent de Pro D2 : l'Union sportive arlequins perpignanais vainqueur du championnat de deuxième division et le Football Club de Grenoble rugby qui bat Oyonnax en match de barrage.

### Présentation des participants
| \| Castres · olympique ASM Clermont SU Agen Lyon OU Montpellier HR Stade français Paris Racing 92 RC Toulon Section paloise Stade · toulousain Union Bordeaux Bègles Stade rochelais USA Perpignan FC Grenoble \| Localisation des clubs engagés en championnat. |
| Castres · olympique ASM Clermont SU Agen Lyon OU Montpellier HR Stade français Paris Racing 92 RC Toulon Section paloise Stade · toulousain Union Bordeaux Bègles Stade rochelais USA Perpignan FC Grenoble                                                      |

| Club                  | Dernière montée | Budget prévisionnel 2018-19 en M€ | Classement en 2017-2018 | Entraîneur(s)                                                                        | Stade                                    | Capacité      |
| --------------------- | --------------- | --------------------------------- | ----------------------- | ------------------------------------------------------------------------------------ | ---------------------------------------- | ------------- |
| SU Agen               | 2017            | 13,8                              | 11e                     | Philippe Sella Stéphane Prosper Mauricio Reggiardo                                   | Stade Armandie (Agen)                    | 14 042        |
| Union Bordeaux Bègles | 2011            | 23                                | 10e                     | Rory Teague Luke Narraway Joe Worsley Jean-Baptiste Poux Brock James                 | Stade Chaban-Delmas (Bordeaux)           | 34 694        |
| Castres olympique     | 1989            | 23,7                              | 6e                      | Christophe Urios Joe El Abd Frédéric Charrier                                        | Stade Pierre-Fabre (Castres)             | 12 500        |
| ASM Clermont          | 1925            | 32,5                              | 9e                      | Franck Azéma Bernard Goutta Didier Bès Xavier Sadourny                               | Stade Marcel-Michelin (Clermont-Ferrand) | 19 022        |
| FC Grenoble           | 2018            | 18                                | 2e (Pro D2)             | Stéphane Glas Dewald Senekal                                                         | Stade des Alpes (Grenoble)               | 20 068        |
| Lyon OU               | 2016            | 29,8                              | 5e                      | Pierre Mignoni Karim Ghezal Kendrick Lynn David Attoub                               | Matmut Stadium Gerland (Lyon)            | 16 000 24 000 |
| Montpellier HR        | 2003            | 27                                | 1re                     | Vern Cotter Nathan Hines Alex King                                                   | GGL Stadium (Montpellier)                | 15 697        |
| Stade français        | 1997            | 34                                | 12e                     | Heyneke Meyer Pieter de Villiers Paul O'Connell Mike Prendergast John McFarland      | Stade Jean-Bouin (Paris)                 | 20 000        |
| Section paloise       | 2015            | 25                                | 8e                      | Simon Mannix Carl Hayman Nicolas Godignon Frédéric Manca                             | Stade du Hameau (Pau)                    | 18 324        |
| USA Perpignan         | 2018            | 16                                | 1er (Pro D2)            | Christian Lanta Perry Freshwater Patrick Arlettaz                                    | Stade Aimé-Giral (Perpignan)             | 14 593        |
| Racing 92             | 2009            | 24                                | 2e                      | Laurent Travers Laurent Labit Chris Masoe                                            | Paris La Défense Arena (Nanterre)        | 32 000        |
| Stade rochelais       | 2014            | 25,6                              | 7e                      | Jono Gibbes Grégory Patat Xavier Garbajosa Akvsenti Giorgadze                        | Stade Marcel-Deflandre (La Rochelle)     | 16 000        |
| RC Toulon             | 2008            | 30                                | 4e                      | Patrice Collazo Juan Martín Fernández Lobbe Sébastien Tillous-Borde                  | Stade Mayol (Toulon)                     | 18 200        |
| Stade toulousain      | 1907            | 32                                | 3e                      | Ugo Mola Régis Sonnes William Servat Jean Bouilhou Clément Poitrenaud Laurent Thuéry | Stade Ernest-Wallon (Toulouse)           | 19 500        |

- Champion en titre, participant à la Coupe d'Europe 2018-2019.
- Participant à la Coupe d'Europe 2018-2019.
- Promu de Pro D2.

Les équipes ne participant pas à la coupe d'Europe 2018-2019 participent d'office au challenge européen 2018-2019.

## Résumé des résultats

### Classement de la phase régulière
| Rang | Club                  | J  | V  | N | D  | Em  | Ee | Bo | Bd | Pm  | Pe  | Diff | Pts |
| ---- | --------------------- | -- | -- | - | -- | --- | -- | -- | -- | --- | --- | ---- | --- |
| 1    | Stade toulousain      | 26 | 21 | 2 | 3  | 102 | 57 | 9  | 1  | 820 | 508 | +312 | 98  |
| 2    | ASM Clermont          | 26 | 16 | 3 | 7  | 93  | 50 | 9  | 4  | 828 | 535 | +293 | 83  |
| 3    | Lyon OU               | 26 | 17 | 1 | 8  | 72  | 56 | 7  | 1  | 683 | 525 | +158 | 78  |
| 4    | Racing 92             | 26 | 15 | 1 | 10 | 95  | 55 | 8  | 4  | 750 | 563 | +187 | 74  |
| 5    | Stade rochelais       | 26 | 16 | 0 | 10 | 92  | 69 | 6  | 1  | 719 | 616 | +103 | 71  |
| 6    | Montpellier HR        | 26 | 14 | 1 | 11 | 82  | 55 | 6  | 6  | 659 | 546 | +113 | 70  |
| 7    | Castres olympique T   | 26 | 15 | 0 | 11 | 48  | 46 | 4  | 5  | 508 | 499 | +9   | 69  |
| 8    | Stade français Paris  | 26 | 14 | 0 | 12 | 58  | 62 | 4  | 4  | 583 | 579 | +4   | 64  |
| 9    | RC Toulon             | 26 | 12 | 0 | 14 | 72  | 59 | 6  | 3  | 572 | 542 | +30  | 57  |
| 10   | Union Bordeaux Bègles | 26 | 12 | 1 | 13 | 66  | 84 | 4  | 3  | 618 | 711 | -93  | 57  |
| 11   | Section paloise       | 26 | 9  | 0 | 17 | 51  | 91 | 2  | 5  | 501 | 763 | -262 | 43  |
| 12   | SU Agen               | 26 | 8  | 1 | 17 | 38  | 78 | 0  | 4  | 431 | 654 | -223 | 38  |
| 13   | FC Grenoble P         | 26 | 5  | 2 | 19 | 32  | 82 | 0  | 5  | 448 | 691 | -243 | 29  |
| 14   | USA Perpignan P       | 26 | 2  | 0 | 24 | 41  | 98 | 0  | 4  | 433 | 821 | -388 | 12  |

|  | Qualification pour les demi-finales (no 1, no 2) et pour la Coupe d'Europe 2019-2020.         |
|  | Qualification pour les barrages (no 3, no 4, no 5, no 6) et pour la Coupe d'Europe 2019-2020. |
|  | Qualification pour la Challenge Cup 2019-2020.                                                |
|  | Barrage face au finaliste de Pro D2 (no 13).                                                  |
|  | Relégué en Pro D2 pour la saison 2019-2020 (no 14).                                           |
|  | T : tenant du titre 2018 • P : promu 2018                                                     |

Attribution des points : victoire sur tapis vert : 5, victoire : 4, match nul : 2, défaite : 0, forfait : -2 ; plus les bonus (offensif : 3 essais de plus que l'adversaire ; défensif : défaite par 5 points d'écart ou moins).

### Tableau final
|  | Barrages                                      | Barrages                                      |                                            |                                            | Demi-finales                               | Demi-finales                               |  |  | Finale                                       | Finale                                       |
|  | Barrages                                      | Barrages                                      |                                            |                                            | Demi-finales                               | Demi-finales                               |  |  | Finale                                       | Finale                                       |
|  |                                               |                                               |                                            |                                            |                                            |                                            |  |  |                                              |                                              |
|  | 31 mai 2019 au Stade Yves-du-Manoir, Colombes | 31 mai 2019 au Stade Yves-du-Manoir, Colombes |                                            |                                            | 8 juin 2019 au Matmut Atlantique, Bordeaux | 8 juin 2019 au Matmut Atlantique, Bordeaux |  |  | 15 juin 2019 au Stade de France, Saint-Denis | 15 juin 2019 au Stade de France, Saint-Denis |
|  | 31 mai 2019 au Stade Yves-du-Manoir, Colombes | 31 mai 2019 au Stade Yves-du-Manoir, Colombes |                                            |                                            | 8 juin 2019 au Matmut Atlantique, Bordeaux | 8 juin 2019 au Matmut Atlantique, Bordeaux |  |  | 15 juin 2019 au Stade de France, Saint-Denis | 15 juin 2019 au Stade de France, Saint-Denis |
|  | 31 mai 2019 au Stade Yves-du-Manoir, Colombes | 31 mai 2019 au Stade Yves-du-Manoir, Colombes | [1] Stade toulousain                       | 20                                         |                                            |                                            |  |  | 15 juin 2019 au Stade de France, Saint-Denis | 15 juin 2019 au Stade de France, Saint-Denis |
|  | [4] Racing 92                                 | 13                                            | [1] Stade toulousain                       | 20                                         |                                            |                                            |  |  | 15 juin 2019 au Stade de France, Saint-Denis | 15 juin 2019 au Stade de France, Saint-Denis |
|  | [4] Racing 92                                 | 13                                            | [5] Stade rochelais                        | 6                                          |                                            |                                            |  |  | 15 juin 2019 au Stade de France, Saint-Denis | 15 juin 2019 au Stade de France, Saint-Denis |
|  | [5] Stade rochelais                           | 19                                            | [5] Stade rochelais                        | 6                                          |                                            |                                            |  |  | 15 juin 2019 au Stade de France, Saint-Denis | 15 juin 2019 au Stade de France, Saint-Denis |
|  | [5] Stade rochelais                           | 19                                            | 9 juin 2019 au Matmut Atlantique, Bordeaux | 9 juin 2019 au Matmut Atlantique, Bordeaux | [1] Stade toulousain                       | 24                                         |  |  |                                              |                                              |
|  | 1er juin 2019 au Matmut Stadium Gerland, Lyon |                                               | 9 juin 2019 au Matmut Atlantique, Bordeaux | 9 juin 2019 au Matmut Atlantique, Bordeaux | [1] Stade toulousain                       | 24                                         |  |  |                                              |                                              |
|  |                                               | [2] ASM Clermont                              | 9 juin 2019 au Matmut Atlantique, Bordeaux | 9 juin 2019 au Matmut Atlantique, Bordeaux | 18                                         |                                            |  |  |                                              |                                              |
|  | [3] Lyon OU                                   | [2] ASM Clermont                              | 9 juin 2019 au Matmut Atlantique, Bordeaux | 9 juin 2019 au Matmut Atlantique, Bordeaux | 18                                         | 21                                         |  |  |                                              |                                              |
|  | [3] Lyon OU                                   | [3] Lyon OU                                   | 13                                         |                                            |                                            | 21                                         |  |  |                                              |                                              |
|  | [6] Montpellier HR                            | [3] Lyon OU                                   | 13                                         | 16                                         |                                            |                                            |  |  |                                              |                                              |
|  | [6] Montpellier HR                            | [2] ASM Clermont                              | 33                                         | 16                                         |                                            |                                            |  |  |                                              |                                              |
|  |                                               | [2] ASM Clermont                              | 33                                         |                                            |                                            |                                            |  |  |                                              |                                              |

## Résultats détaillés

### Phase régulière
L'équipe qui reçoit est indiquée dans la colonne de gauche.
| Clubs             | AGE   | UBB   | CAS   | CLE   | GRE   | LOU   | MHR   | SFR   | PAU   | PER   | RAC   | ROC   | RCT   | TOU   |
| ----------------- | ----- | ----- | ----- | ----- | ----- | ----- | ----- | ----- | ----- | ----- | ----- | ----- | ----- | ----- |
| SU Agen           |       | 22-17 | 10-17 | 13-28 | 9-9   | 25-15 | 15-18 | 6-19  | 25-28 | 25-23 | 3-35  | 19-7  | 19-10 | 20-27 |
| Bordeaux-Bègles   | 25-17 |       | 12-16 | 23-19 | 47-31 | 35-13 | 9-9   | 26-12 | 41-19 | 31-22 | 40-7  | 34-22 | 36-25 | 36-43 |
| Castres olympique | 13-16 | 13-32 |       | 24-16 | 29-13 | 19-16 | 9-12  | 9-14  | 37-10 | 36-17 | 18-9  | 25-11 | 16-25 | 20-21 |
| ASM Clermont      | 67-23 | 40-20 | 41-6  |       | 52-17 | 31-11 | 27-28 | 42-20 | 27-14 | 35-13 | 31-31 | 44-19 | 28-8  | 20-20 |
| FC Grenoble       | 11-29 | 28-25 | 6-16  | 27-27 |       | 23-24 | 17-16 | 21-17 | 21-24 | 31-22 | 16-34 | 21-28 | 19-18 | 20-23 |
| Lyon OU           | 52-20 | 34-10 | 15-23 | 19-13 | 34-6  |       | 55-13 | 41-6  | 30-10 | 47-9  | 32-11 | 29-19 | 42-33 | 16-16 |
| Montpellier HR    | 33-17 | 37-10 | 20-25 | 23-28 | 47-12 | 14-25 |       | 42-25 | 41-13 | 10-28 | 13-27 | 36-14 | 29-17 | 66-15 |
| Stade français    | 25-22 | 20-8  | 32-16 | 25-41 | 23-20 | 13-24 | 25-20 |       | 31-17 | 27-8  | 16-17 | 12-14 | 37-10 | 9-28  |
| Section paloise   | 27-17 | 40-23 | 9-14  | 23-27 | 22-0  | 24-27 | 14-25 | 13-25 |       | 12-9  | 29-27 | 23-28 | 20-10 | 13-15 |
| USA Perpignan     | 13-20 | 11-22 | 12-16 | 16-37 | 22-16 | 16-22 | 20-23 | 15-46 | 24-30 |       | 14-52 | 29-49 | 11-24 | 18-36 |
| Racing 92         | 59-7  | 45-27 | 27-11 | 17-40 | 24-23 | 13-19 | 26-25 | 23-27 | 48-28 | 64-28 |       | 50-14 | 22-13 | 29-34 |
| Stade rochelais   | 33-29 | 81-12 | 53-27 | 16-12 | 28-21 | 30-13 | 27-25 | 14-27 | 71-21 | 37-10 | 16-11 |       | 30-21 | 19-23 |
| RC Toulon         | 33-3  | 45-17 | 28-27 | 32-11 | 22-3  | 40-7  | 18-21 | 33-30 | 38-11 | 26-16 | 9-25  | 9-13  |       | 25-10 |
| Stade toulousain  | 10-0  | 40-0  | 22-26 | 47-44 | 29-16 | 53-21 | 27-14 | 49-20 | 83-6  | 47-7  | 30-17 | 33-26 | 39-0  |       |

|  | Victoire à domicile |  | Match nul |  | Défaite à domicile |

#### Détails des résultats
Les points marqués par chaque équipe sont inscrits dans les colonnes centrales (3-4) alors que les essais marqués sont donnés dans les colonnes latérales (1-6). Les points de bonus sont symbolisés par une bordure bleue pour les bonus offensifs (trois essais de plus que l'adversaire), orange pour les bonus défensifs (défaite par moins de cinq points d'écart), rouge si les deux bonus sont cumulés.

#### Évolution du classement
| Club            | 1  | 2  | 3  | 4  | 5  | 6  | 7  | 8  | 9  | 10 | 11 | 12 | 13 | 14 | 15 | 16 | 17 | 18 | 19 | 20 | 21 | 22 | 23 | 24 | 25 | 26 |
| --------------- | -- | -- | -- | -- | -- | -- | -- | -- | -- | -- | -- | -- | -- | -- | -- | -- | -- | -- | -- | -- | -- | -- | -- | -- | -- | -- |
| Agen            | 14 | 10 | 12 | 9  | 12 | 12 | 13 | 12 | 13 | 13 | 12 | 13 | 13 | 13 | 13 | 12 | 12 | 12 | 12 | 12 | 12 | 12 | 12 | 12 | 12 | 12 |
| Bordeaux-Bègles | 3  | 6  | 8  | 10 | 9  | 7  | 8  | 5  | 8  | 7  | 6  | 5  | 4  | 7  | 5  | 5  | 5  | 6  | 4  | 6  | 6  | 6  | 8  | 9  | 9  | 10 |
| Castres         | 6  | 3  | 5  | 3  | 5  | 4  | 5  | 9  | 7  | 6  | 7  | 6  | 9  | 8  | 8  | 8  | 7  | 5  | 3  | 5  | 5  | 5  | 4  | 5  | 5  | 7  |
| Clermont        | 1  | 1  | 1  | 1  | 1  | 1  | 1  | 1  | 1  | 1  | 1  | 1  | 1  | 1  | 2  | 2  | 2  | 2  | 2  | 2  | 2  | 2  | 2  | 2  | 2  | 2  |
| Grenoble        | 10 | 12 | 13 | 13 | 13 | 13 | 11 | 11 | 11 | 11 | 13 | 12 | 11 | 12 | 12 | 13 | 13 | 13 | 13 | 13 | 13 | 13 | 13 | 13 | 13 | 13 |
| Lyon            | 8  | 11 | 9  | 5  | 7  | 5  | 3  | 5  | 4  | 8  | 4  | 7  | 5  | 5  | 4  | 4  | 3  | 3  | 5  | 3  | 3  | 3  | 3  | 3  | 3  | 3  |
| Montpellier     | 9  | 5  | 7  | 11 | 8  | 6  | 4  | 7  | 9  | 9  | 9  | 9  | 8  | 9  | 9  | 9  | 9  | 9  | 9  | 9  | 9  | 9  | 7  | 7  | 6  | 6  |
| Paris           | 2  | 2  | 4  | 2  | 2  | 2  | 2  | 2  | 3  | 5  | 8  | 6  | 7  | 4  | 6  | 6  | 6  | 8  | 8  | 8  | 7  | 8  | 9  | 8  | 8  | 8  |
| Pau             | 12 | 8  | 6  | 8  | 10 | 10 | 10 | 10 | 10 | 10 | 11 | 11 | 12 | 10 | 10 | 10 | 11 | 11 | 11 | 11 | 11 | 11 | 11 | 11 | 11 | 11 |
| Perpignan       | 13 | 13 | 14 | 14 | 14 | 14 | 14 | 14 | 14 | 14 | 14 | 14 | 14 | 14 | 14 | 14 | 14 | 14 | 14 | 14 | 14 | 14 | 14 | 14 | 14 | 14 |
| Racing 92       | 4  | 7  | 2  | 6  | 3  | 3  | 7  | 4  | 5  | 3  | 5  | 4  | 6  | 6  | 7  | 7  | 8  | 7  | 6  | 4  | 4  | 4  | 5  | 6  | 4  | 4  |
| La Rochelle     | 5  | 9  | 10 | 7  | 6  | 9  | 9  | 8  | 6  | 4  | 3  | 3  | 3  | 3  | 3  | 3  | 4  | 4  | 7  | 7  | 8  | 7  | 6  | 4  | 7  | 5  |
| Toulon          | 11 | 14 | 11 | 12 | 11 | 11 | 12 | 13 | 12 | 12 | 10 | 10 | 10 | 11 | 11 | 11 | 10 | 10 | 10 | 10 | 10 | 10 | 10 | 10 | 10 | 9  |
| Toulouse        | 7  | 4  | 3  | 4  | 4  | 8  | 6  | 3  | 2  | 2  | 2  | 2  | 2  | 2  | 1  | 1  | 1  | 1  | 1  | 1  | 1  | 1  | 1  | 1  | 1  | 1  |

- Qualification pour les demi-finales et la Coupe d'Europe 2019-2020.
- Qualification pour les barrages et la Coupe d'Europe 2019-2020.
- Participation au barrage de promotion-relégation face au finaliste de Pro D2 2018-2019.
- Relégation en Pro D2 pour la saison suivante.

#### État de forme des équipes
| Club            | 1 | 2 | 3 | 4 | 5 | 6 | 7 | 8 | 9 | 10 | 11 | 12 | 13 | 14 | 15 | 16 | 17 | 18 | 19 | 20 | 21 | 22 | 23 | 24 | 25 | 26 |
| --------------- | - | - | - | - | - | - | - | - | - | -- | -- | -- | -- | -- | -- | -- | -- | -- | -- | -- | -- | -- | -- | -- | -- | -- |
| Agen            | P | G | P | G | P | P | P | N | P | P  | G  | P  | P  | P  | P  | G  | G  | P  | G  | P  | P  | P  | G  | G  | P  | P  |
| Bordeaux-Bègles | G | P | N | P | G | G | P | G | P | G  | G  | G  | G  | P  | G  | P  | G  | P  | G  | P  | G  | P  | P  | P  | P  | P  |
| Castres         | G | G | P | G | P | G | P | P | G | G  | P  | P  | P  | G  | G  | G  | G  | G  | G  | P  | G  | G  | P  | P  | G  | P  |
| Clermont        | G | G | G | G | P | G | P | G | N | G  | G  | N  | G  | G  | P  | G  | P  | G  | G  | G  | N  | P  | G  | G  | P  | P  |
| Grenoble        | P | P | P | P | G | P | G | N | N | P  | P  | G  | P  | P  | P  | P  | P  | P  | P  | P  | G  | G  | P  | P  | P  | P  |
| Lyon            | N | P | G | G | P | G | G | P | G | P  | G  | P  | G  | G  | G  | G  | G  | P  | P  | G  | G  | G  | P  | G  | G  | G  |
| Montpellier     | P | G | N | P | G | G | G | P | P | G  | P  | P  | G  | P  | P  | P  | P  | G  | G  | G  | G  | P  | G  | G  | G  | G  |
| Paris           | G | G | P | G | G | P | G | G | P | P  | P  | G  | G  | G  | P  | P  | G  | P  | P  | G  | P  | G  | P  | G  | P  | G  |
| Pau             | P | G | G | P | P | G | G | P | P | P  | P  | P  | P  | G  | G  | P  | P  | G  | P  | P  | P  | P  | G  | P  | G  | P  |
| Perpignan       | P | P | P | P | P | P | P | P | P | P  | P  | P  | P  | P  | P  | G  | P  | P  | P  | G  | P  | P  | P  | P  | P  | P  |
| Racing 92       | G | P | G | P | G | G | P | G | G | G  | P  | G  | P  | G  | P  | P  | P  | G  | G  | G  | N  | G  | P  | P  | G  | G  |
| La Rochelle     | G | P | P | G | G | P | G | G | G | G  | G  | G  | G  | P  | G  | G  | P  | P  | P  | P  | P  | G  | G  | G  | P  | G  |
| Toulon          | P | P | G | P | G | P | P | P | G | P  | G  | G  | P  | P  | G  | P  | G  | G  | P  | P  | G  | P  | G  | P  | G  | G  |
| Toulouse        | N | G | G | G | P | P | G | G | G | G  | G  | N  | G  | G  | G  | G  | G  | G  | G  | G  | P  | G  | G  | G  | G  | G  |

- Match gagné.
- Match nul.
- Match perdu.

Séries de la saison
- Séries de victoires : 8 (Toulouse)
- Séries de matchs sans défaite : 14 (Toulouse)
- Séries de défaites : 15 (Perpignan)
- Séries de matchs sans victoire : 15 (Perpignan)

### Phase finale

#### Barrages
| Vendredi 31 mai 2019 21 h 00 | Racing 92 | 13 - 19 (3 - 12) | Stade rochelais                                                                                       | Stade olympique Yves-du-Manoir, Colombes 11 498 spectateurs Arbitre : Mathieu Raynal |
| Vendredi 31 mai 2019 21 h 00 | Essai(s) : 1 Nakarawa (67e) Transformation(s) : 1 Iribaren (67e) Pénalité(s) : 2 Machenaud (40e), Iribaren (73e) Carton(s) jaune(s) : 1 Chavancy (37e) |                  | Essai(s) : 1 Retière (52e) Transformation(s) : 1 West (52e) Pénalité(s) : 4 West (11e, 16e, 30e, 38e) | Stade olympique Yves-du-Manoir, Colombes 11 498 spectateurs Arbitre : Mathieu Raynal |
| Vendredi 31 mai 2019 21 h 00 | |                  | | Stade olympique Yves-du-Manoir, Colombes 11 498 spectateurs Arbitre : Mathieu Raynal |

| Samedi 1er juin 2019 17 h 00 | Lyon OU | 21 - 16 (11 - 13) | Montpellier HR | Matmut Stadium Gerland, Lyon 17 002 spectateurs Arbitre : Alexandre Ruiz |
| Samedi 1er juin 2019 17 h 00 | Essai(s) : 2 Barassi (13e), Ngatai (69e) Transformation(s) : 1 Wisniewski (69e) Pénalité(s) : 3 Wisniewski (21e, 40e, 53e) |                   | Essai(s) : 1 Cruden (4e) Transformation(s) : 1 Paillaugue (4e) Pénalité(s) : 3 Paillaugue (11e, 29e), Cruden (61e) | Matmut Stadium Gerland, Lyon 17 002 spectateurs Arbitre : Alexandre Ruiz |
| Samedi 1er juin 2019 17 h 00 | |                   | | Matmut Stadium Gerland, Lyon 17 002 spectateurs Arbitre : Alexandre Ruiz |

#### Demi-finales
| 8 juin 2019 21 h 0 | Stade toulousain                                                                                                  | 20 - 6 (7 - 6) | Stade rochelais                 | Matmut Atlantique, Bordeaux 42 071 spectateurs Arbitre : Pascal Gaüzère |
| 8 juin 2019 21 h 0 | Essai(s) : 3 Guitoune (13e), Bézy (60e), Kolbe (65e) Transformation(s) : 1 Ramos (14e) Pénalité(s) : 1 Bézy (73e) |                | Pénalité(s) : 2 West (22e, 27e) | Matmut Atlantique, Bordeaux 42 071 spectateurs Arbitre : Pascal Gaüzère |
| 8 juin 2019 21 h 0 | |                |                                 | Matmut Atlantique, Bordeaux 42 071 spectateurs Arbitre : Pascal Gaüzère |

| 9 juin 2019 16 h 30 | ASM Clermont | 33 - 13 (16 - 8) | Lyon OU                                                                                                 | Matmut Atlantique, Bordeaux 42 042 spectateurs Arbitre : Romain Poite |
| 9 juin 2019 16 h 30 | Essai(s) : 3 Penaud (31e), Raka (53e), Moala (80e) Transformation(s) : 3 Laidlaw (32e, 54e), Lopez (80+1re) Pénalité(s) : 4 Laidlaw (14e, 25e, 29e, 75e) Carton(s) jaune(s) : 1 Lopez (66e) |                  | Essai(s) : 2 Gill (11e), Fourie (68e) Pénalité(s) : 1 Wisniewski (20e) Carton(s) jaune(s) : 1 Ric (51e) | Matmut Atlantique, Bordeaux 42 042 spectateurs Arbitre : Romain Poite |
| 9 juin 2019 16 h 30 | |                  | | Matmut Atlantique, Bordeaux 42 042 spectateurs Arbitre : Romain Poite |

#### Finale
| Samedi 15 juin 2019 Heure prévue : 20 h 45 heure réelle : 20 h 54 | Stade toulousain | 24 - 18 (11 - 9) | ASM Clermont                                                  | Stade de France, Saint-Denis 79 786 spectateurs Arbitre : Jérôme Garcès |
| Samedi 15 juin 2019 Heure prévue : 20 h 45 heure réelle : 20 h 54 | Essai(s) : 2 Huget (28e, 55e) Transformation(s) : 1 Ramos (56e) Pénalité(s) : 4 Ramos (9e, 18e, 49e, 66e) Carton(s) jaune(s) : 1 Kolbe (33e) |                  | Pénalité(s) : 6 Laidlaw (2e, 14e, 34e, 52e, 61e), Lopez (73e) | Stade de France, Saint-Denis 79 786 spectateurs Arbitre : Jérôme Garcès |
| Samedi 15 juin 2019 Heure prévue : 20 h 45 heure réelle : 20 h 54 | |                  |                                                               | Stade de France, Saint-Denis 79 786 spectateurs Arbitre : Jérôme Garcès |

| Titulaires · 15 Cheslin Kolbe · 14 Yoann Huget 28e 55e · 13 Sofiane Guitoune · 12 Pita Ahki · 11 Maxime Médard · 10 Thomas Ramos · 90 Antoine Dupont · 80 Jérôme Kaino · 70 François Cros · 60 Rynhardt Elstadt · 50 Iosefa Tekori · 40 Richie Arnold · 30 Charlie Faumuina · 20 Peato Mauvaka · 10 Cyril Baille · Remplaçants · 16 Guillaume Marchand · 17 Clément Castets · 18 Piula Faasalele · 19 Selevasio Tolofua · 20 Richie Gray · 21 Sébastien Bézy · 22 Romain Ntamack · 23 Maks van Dyk · Entraîneur · Ugo Mola |  | Titulaires Isaia Toeava 15 Damian Penaud 14 George Moala 13 Wesley Fofana 12 Alivereti Raka 11 Camille Lopez 10 Greig Laidlaw 09 Fritz Lee 08 Alexandre Lapandry 07 Judicael Cancoriet 06 Sébastien Vahaamahina 05 Sitaleki Timani 04 Rabah Slimani 03 Benjamin Kayser 02 Étienne Falgoux 01 Remplaçants John Ulugia 16 Loni Uhila 17 Peceli Yato 18 Paul Jedrasiak 19 Charlie Cassang 20 Tim Nanaï-Williams 21 Apisai Naqalevu 22 Davit Zirakashvili 23 Entraîneur Franck Azéma |

#### Barrage accession Top 14
| Dimanche 2 juin 2019 15 h 15 | CA Brive | 28 - 22 (14 - 12) | FC Grenoble | Stade Amédée-Domenech, Brive Arbitre : Tual Trainini |
| Dimanche 2 juin 2019 15 h 15 | Essai(s) : 3 Romanet (35e), Marques (44e), Giorgadze (76e) Transformation(s) : 3 Laranjeira (36e), Olding (45e, 77e) |                   | Essai(s) : 1 Guillemin (82e) Transformation(s) : 1 Pourteau (83e) Pénalité(s) : 5 Germain (4e, 15e, 28e, 32e, 65e) | Stade Amédée-Domenech, Brive Arbitre : Tual Trainini |
| Dimanche 2 juin 2019 15 h 15 | |                   | | Stade Amédée-Domenech, Brive Arbitre : Tual Trainini |

Le CA Brive, club de Pro D2, est promu en Top 14 pour la  saison 2019-2020 grâce à sa victoire 28 à 22 sur le FC Grenoble.

## Statistiques

### Meilleurs réalisateurs
| Rang | Joueur               | Club                  | Poste            | Points | Essais | Transf. | Pén. | Drop |
| ---- | -------------------- | --------------------- | ---------------- | ------ | ------ | ------- | ---- | ---- |
| 1    | Thomas Ramos         | Stade toulousain      | Arrière          | 257    | 7      | 51      | 39   | 1    |
| 2    | Ihaia West           | Stade rochelais       | Demi d'ouverture | 255    | 3      | 48      | 48   | 0    |
| 3    | Jonathan Wisniewski  | Lyon OU               | Demi d'ouverture | 248    | 1      | 36      | 54   | 3    |
| 4    | Gaëtan Germain       | FC Grenoble           | Arrière          | 238    | 2      | 12      | 68   | 0    |
| 5    | Benjamín Urdapilleta | Castres olympique     | Demi d'ouverture | 224    | 3      | 22      | 52   | 3    |
| 6    | Greig Laidlaw        | ASM Clermont          | Demi de mêlée    | 213    | 1      | 38      | 44   | 0    |
| 7    | Baptiste Serin       | Union Bordeaux Bègles | Demi de mêlée    | 181    | 2      | 24      | 41   | 0    |
| 8    | Colin Slade          | Section paloise       | Demi d'ouverture | 152    | 2      | 26      | 30   | 0    |
| 9    | Benoit Paillaugue    | Montpellier HR        | Demi de mêlée    | 147    | 3      | 36      | 20   | 0    |
| 10   | Jake McIntyre        | SU Agen               | Demi d'ouverture | 143    | 3      | 13      | 34   | 0    |

### Meilleurs marqueurs
| Rang | Joueur           | Club                 | Poste    | Essais |
| ---- | ---------------- | -------------------- | -------- | ------ |
| 1    | Virimi Vakatawa  | Racing 92            | Centre   | 13     |
| 2    | Sofiane Guitoune | Stade toulousain     | Centre   | 12     |
| 3    | Simon Zebo       | Racing 92            | Arrière  | 11     |
| 4    | Peceli Yato      | ASM Clermont         | 3e ligne | 10     |
| 4    | Arthur Bonneval  | Stade toulousain     | Ailier   | 10     |
| 4    | Charlie Ngatai   | Lyon OU              | Centre   | 10     |
| 7    | Yoann Huget      | Stade toulousain     | Ailier   | 9      |
| 7    | Juan Imhoff      | Racing 92            | Ailier   | 9      |
| 7    | Louis Picamoles  | Montpellier HR       | 3e ligne | 9      |
| 7    | Gaël Fickou      | Stade français Paris | Centre   | 9      |
| 7    | Vincent Rattez   | Stade rochelais      | Ailier   | 9      |
| 7    | Damian Penaud    | ASM Clermont         | Ailier   | 9      |
| 7    | George Moala     | ASM Clermont         | Centre   | 9      |
| 14   | Peter Betham     | ASM Clermont         | Ailier   | 8      |
| 14   | Alivereti Raka   | ASM Clermont         | Ailier   | 8      |
| 14   | Noa Nakaitaci    | Lyon OU              | Ailier   | 8      |
| 14   | Sekou Macalou    | Stade français Paris | 3e ligne | 8      |
| 14   | Watisani Votu    | Section paloise      | Ailier   | 8      |
| 14   | Filipo Nakosi    | RC Toulon            | Ailier   | 8      |
| 14   | Toby Arnold      | Lyon OU              | Ailier   | 8      |

### Équipe-type de la saison selonOpta

#### XV type (Joueurs étrangers et français)
| Avants - Dany Priso – Pilier gauche, La Rochelle - Camille Chat – Talonneur, Racing 92 - Maks van Dyk – Pilier droit, Toulouse - Leone Nakarawa – Deuxième ligne, Racing 92 - Leva Fifita – Deuxième ligne, Grenoble - Peceli Yato – Troisième ligne aile, Clermont - Wiaan Liebenberg – Troisième ligne centre, La Rochelle - Louis Picamoles – Troisième ligne aile, Montpellier | Arrières - Antoine Dupont – Demi de mêlée, Toulouse - Finn Russell – Demi d'ouverture, Racing 92 - Maxime Médard – Ailier gauche, Toulouse - Gaël Fickou – Centre, Stade Français - Sofiane Guitoune – Centre, Toulouse - Cheslin Kolbe – Ailier droit, Toulouse - Thomas Ramos – Arrière, Toulouse |

#### XV type (Joueurs français uniquement)
| Avants - Dany Priso – Pilier gauche, La Rochelle - Camille Chat – Talonneur, Racing 92 - Uini Atonio – Pilier droit, La Rochelle - Félix Lambey – Deuxième ligne, Lyon - Paul Jedrasiak – Deuxième ligne, Clermont - Martin Puech – Troisième ligne aile, Pau - Grégory Alldritt – Troisième ligne centre, La Rochelle - Louis Picamoles – Troisième ligne aile, Montpellier | Arrières - Antoine Dupont – Demi de mêlée, Toulouse - Jonathan Wisniewski – Demi d'ouverture, Lyon - Maxime Médard – Ailier gauche, Toulouse - Gaël Fickou – Centre, Stade Français - Sofiane Guitoune – Centre, Toulouse - Alivereti Raka – Ailier droit, Clermont - Thomas Ramos – Arrière, Toulouse |